# Садыкова, Раиса Кудайбергеновна
Раиса Кудайбергеновна Садыкова — казахстанский дирижёр оперно-симфонического оркестра, музыкальный педагог; известна как первый профессиональный женщина-дирижер симфонического оркестра в Казахстане.

## Биография
Родилась в многодетной семье в селе Мукры Талды-Курганской области (совр. терр. Жетысуской области). Происходит из рода Жалайыр.
В 1963 году Р. Садыкова окончила музыкальное училище имени Чайковского (Отделение народных инструментов и дирижирования по классу К. К. Ошлакова и Е. Ф. Кравцова).
В 1969 году окончила Алматинскую государственную консерваторию имени Курмангазы (Кафедра народных инструментов и дирижирования по классу Ф. В. Легкунца и Ф. Ш. Мансурова).
С 1964 г. работала артисткой и ассистентом дирижёра Казахского государственного академического оркестра народных инструментов имени Курмангазы. С оркестром объездила много стран.
В 1970 г. по направлению Министерства культуры КазССР Р. Садыкова поступает в Ленинградскую государственную консерваторию имени Римского-Корсакова по классу оперно-симфонического дирижирования в класс педагога Ильи Александровича Мусина, автора многочисленных книг по технике дирижирования (также обучались: О. Дмитриади, Ю. Темирканов, В. Гергиев, В. Синайский и другие).
В 1975 году Раиса Садыкова окончила с отличием Ленинградскую консерваторию имени Н. А. Римского-Корсакова.
В 1976 году на IV Всесоюзном конкурсе дирижёров за успешное исполнение произведений П.Чайковского удостоена диплома. После выступления ей овацию устраивал оркестр.
Председатель жюри О. В. Тактакишвили высоко оценил выступление Р.Садыковой, назвав её очень даровитой. Её талант высоко оценили Н.Рахлин, Ниязи, А.Янсонс, Н.Рабинович, А.Дмитриев, Ю.Темирканов, А.Джумахматов, Н.Тлендиев.
С 1975 года Р.Садыкова начинает успешно работать в ГАТОБ имени Абая в Алма-Ате.
На гастролях в Москве (1978) она с большим успехом дирижирует в Большом театре оперу П.Чайковского «Евгений Онегин» с Алибеком Днишевым в роли Ленского.
Выступала со звездами мировой оперы и балета на фестивалях в г. Алматы, такими как: Н.Павлова, Г.Комлева, Л.Семеняка, В.Писарев, Н.Семизорова, Р.Бапов, А.Асылмуратова, Н.Канетов, Б.Мынжылкиев, Е.Серкебаев, Б.Тулегенова, А.Днишев, М.Мухамедкызы, Н.Усенбаева и др.
Выступала с гастролями в Москве, Оренбурге, Екатеринбурге, Ташкенте, Будапеште, Китае и др.
В 1995 году Раисе Садыковой за особые заслуги перед Родиной присвоено звание «Заслуженный деятель Казахстана».
Р.Садыкова являлась членом жюри международных конкурсов, Председателем государственных экзаменов в консерватории имени Курмангазы (Алматы) и в Академии музыки (Астана).
В репертуаре Р.Садыковой, кроме симфонической музыки, много спектаклей оперы и балета мировой, русской и казахской классики.
Раиса Садыкова дирижировала не только симфоническим оркестром, но и фольклорно-этнографическим оркестром «Отырар Сазы» и казахским оркестром народных инструментов имени Курмангазы.
В 2000 году Р.Садыкова стала лауреатом Международного конкурса дирижёров «Алем Саннияз».
Также, Раиса Садыкова многие годы занималась педагогической деятельностью в Казахской государственной консерватории имени Курмангазы в Алма-Ате.
Одним из ярких учеников является Рашид Скуратов, Заслуженный деятель искусств Татарстана.
В январе 2025 г. театр им. Абая отметил 80-летие Раисы Садыковой постановкой оперы Брусиловского «Кыз Жибек», а в мае памяти дирижёра был дан М.Мукажановой концерт «Магия арфы».

## Репертуар

### Оперы
А.Жубанов — «Абай»
М. Тулебаев — «Биржан и Сара»
Е.Брусиловский — «Кыз Жибек», «Ер -Таргын»
П.Чайковский — «Евгений Онегин»
Д. Верди — «Травиата»
Д.Россини — «Севильский Цирюльник»
Ш.Гуно — «Фауст»
С.Мухамеджанов — «Жумбак кыз»
Е.Рахмадиев — «Камар -Сулу»
Б.Жуманиязов — «Махамбет»

### Балеты
П.Чайковский — «Лебединое озеро»,"Франческа да Римини"
Б.Асафьев — «Бахчисарайский фонтан»
А.Адан — «Жизель», «Дон Кихот»
Г.Левенсхольд — «Сильфида»
А.Лядов — «Русская сказка»
Ф.Шопен — «Шопениана»
А.Хачатурян — «Спартак»
А.Серкебаев — «Аксак кулан»

## Семья
Муж: Омирали Татинбеков
Дочери: Ляззат и Алия
Внучка: Омиралиева Дарина

## Награды
1995 г. звание «Заслуженный деятель Республики Казахстан»

## Книги
Д.Гаплан «Super Қыз» (2024 г.)